# جایزه لوتوس زرین
جایزه لوتوس زرین یا جایزهٔ لاله مردابی زرین (ویتنامی: Bông sen vàng) نامِ ارزشمندترین جایزه‌ای است که در جشنواره فیلم ویتنام اعطا می‌شود.
این جایزه در ۵ شاخهٔ «فیلم‌های بلند»، «فیلم‌های ویدئویی»، «فیلم‌های مستند»، «فیلم‌های علمی» و «فیلم‌های انیمیشن» اهدا می‌شود.
یادآوری می‌گردد که «لاله مردابی»، گل ملی کشورهای هند و ویتنام است.